# Granite Normanby River
Der Granite Normanby River ist ein Fluss in der Region Far North Queensland auf der Kap-York-Halbinsel im Norden des australischen Bundesstaates Queensland.

## Geografie

### Flusslauf
Der Fluss entspringt im äußersten Nordwesten des Daintree-Nationalparks, rund 80 Kilometer südsüdwestlich von Cooktown. Er fließt nach Norden und mündet etwa zehn Kilometer östlich der Kleinstadt Lakeland in den West Normanby River.

### Nebenflüsse mit Mündungshöhen
- Parsons Creek – 181 m
- Sporing Creek – 177 m
- Dead Dog Creek – 165 m[1]

## Namensherkunft
Wie der Hauptfluss, ist auch der Granite Normanby River nach dem Marquess of Normanby, von 1871 bis 1874 Gouverneur von Queensland, benannt.